# Dixella goetghebueri
Dixella goetghebueri is een muggensoort uit de familie van de meniscusmuggen (Dixidae). De wetenschappelijke naam van de soort is voor het eerst geldig gepubliceerd in 1921 door Séguy.